# Ranunculus chordorhizos
Ranunculus chordorhizos är en ranunkelväxtart som beskrevs av Joseph Dalton Hooker. Ranunculus chordorhizos ingår i släktet ranunkler, och familjen ranunkelväxter. Inga underarter finns listade i Catalogue of Life.